# Tovercirkel
De tovercirkel (Engels: Circassian Circle, Frans: cercle circassien, Duits: Zauberkreis) is een volksdans. Het is een "mixer", dat wil zeggen een dans voor paren waarbij steeds na een aantal maten van partner wordt gewisseld.

De fazen van een tovercirkel

De huidige dans is afkomstig uit Schotland en heeft, ondanks de Engelse (en de Franse) naam, niets met Tsjerkessië te maken.
Bij het begin van de dans staat iedereen in een kring met het gezicht naar het midden en de handen vast, om beurten een man en een vrouw. Elke man vormt een paar met de vrouw links van hem (maar dat heeft pas effect in het derde en vierde deel van de dans). De stappen daarna zijn als volgt:
1. Iedereen loopt vier stappen naar voren en weer naar achter, en nog een keer vier stappen naar voren en naar achter.
2. De handen worden losgelaten; de vrouwen lopen vier stappen naar voren en weer naar achter; de mannen klappen op de maat.[1] Vervolgens lopen de mannen vier stappen naar voren, keren om naar links en lopen vooruit terug. (De vrouwen klappen niet.) De mannen staan nu tegenover hun vrouw.
3. De partners leggen hun rechterhand op elkaars rechterschouder en pakken elkaars linkerhand vast. De rechtervoet zetten ze links naast de rechtervoet van de ander. Met de linkervoet stappend draaien ("spinnen") ze, op de plaats, met de klok mee om elkaar heen.
4. De rechterarm van de man gaat omhoog en de vrouw draait daar onderdoor. Met de linkerhanden nog steeds vast en de rechterhanden nu vast achter de rechterschouder van de vrouw wandelen ze met de kring mee, de mannen links, de vrouwen rechts; de kring als geheel loopt tegen de klok in. Aan het eind gaan de linkerhanden omhoog en draaien de vrouwen daaronderdoor; de paren vormen weer samen een kring en men pakt de handen weer vast. De mannen zijn links van de vrouwen terechtgekomen en vinden aan hun linkerhand een nieuwe danspartner.

Tijdens draaien en wandelen houden de partners uiteraard oogcontact.
De rol van de man en de vrouw ligt tegenwoordig niet meer per se vast, maar veel dansers volgen het hierboven beschreven traditionele patroon.
Variaties hierop zijn mogelijk, vooral in hoe de partners elkaar vasthouden bij het draaien. Bij de rechterschouder pakken is in Vlaanderen en Nederland het meest gangbaar; in Frankrijk is de standaard half-open danshouding gebruikelijk. Ook mogelijk is elkaar de linkerhand geven en met de rechterhand de ander bij de heup vasthouden; dit neemt minder ruimte in beslag (en is het meest gebruikelijk in Duitsland). In de andere delen van de dans kunnen naar smaak extra draaien gemaakt worden. Verdere speelse variaties zijn mogelijk door bijvoorbeeld over te steken naar de overkant van de cirkel, een partner te "stelen", enzovoort.